# Tinol

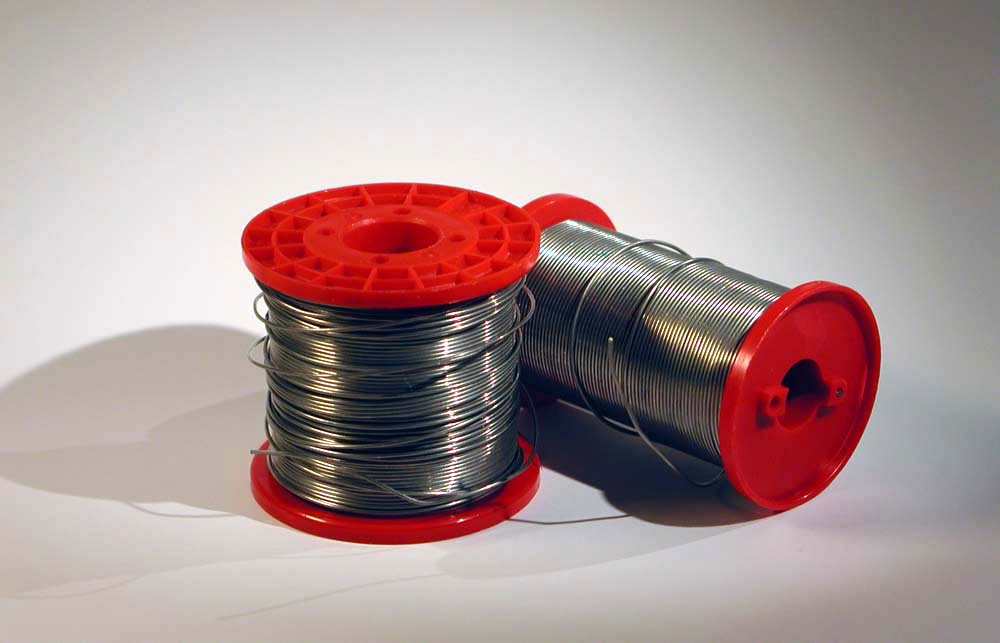
Szpulka tinolu

Tinol – popularna nazwa drutu lutowniczego do lutowania miękkiego. Jest to rurka wykonana z lutu wypełniona topnikiem. Najczęściej spotykaną formą tinolu jest drut z kilkoma kanałami w środku wypełnionymi topnikiem. Czasami tinolem nazywa się także drut z lutu bez topnika.
Zaletą tego typu lutu jest to, że można nim zwykle bezpośrednio łączyć lutowane elementy bez dodatkowego użycia topnika (pod warunkiem, że są one już w miarę świeżo „pobielone”, czyli pokryte cienką warstwą nieześniedziałego lutowia).

## Zastosowanie
Tinol stosuje się głównie w przemyśle elektronicznym do produkcji standardowych urządzeń i podzespołów elektronicznych, elektrotechnice oraz do lutowania elementów z pokryciami cynowymi, cynowo-ołowiowymi, kadmowymi, cynkowymi i srebrnymi. Tinol ma także szerokie zastosowanie przy naprawach sprzętu elektronicznego i elektrotechnicznego i działalności hobbystycznej w tych dziedzinach.
Drut o większym przekroju można także stosować do lutowania rur miedzianych, np. stosowanych w systemach centralnego ogrzewania lub wewnętrznych instalacjach wodociągowych.

## Tinol ze stopu cynowo-ołowiowego
Dane techniczne typowego spoiwa lutowniczego (np. S-Sn60Pb40) to:
- zawartość cyny: 59,5-60%
- zawartość ołowiu: reszta
- temperatura topnienia: 183-190 °C
- temperatura pracy: 320-420 °C
- ciężar właściwy: 8,65 g/cm³

Spoiwo lutownicze (tinol) produkuje się zgodnie z normą PN EN 29453:2000, w ciągłym procesie odlewania bez dostępu powietrza. Stop jest następnie wyciskany, co zapobiega powstawaniu tlenków.
Na rynku można spotkać najczęściej szpule z tinolem wykonanym ze stopu cynowo-ołowiowego o średnicach: 0,25; 0,56; 0,70; 1,0; 1,2; 1,5 i 2,0 mm o wagach 100, 250, 500 g oraz w opakowaniach po m.in. 3 m. Dla celów produkcyjno-przemysłowych możliwe są również większe opakowania.

## Tinol bezołowiowy

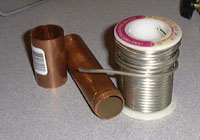
Szpulka tinolu bezołowiowego, który może służyć m.in. do lutowania rurek miedzianych

W związku z wprowadzanym zakazem używania stopów lutowniczych zawierających ołów spotkać można także szpule tinolu bezołowiowego. Jest to zwykle spoiwo lutownicze wykonane na bazie cyny i srebra. Najczęściej spotykany skład takiego stopu to 96,5% cyny i 3,5% srebra. (dla takiego stopu temperatura topnienia wynosi 227 °C, temperatura pracy: od 300 do 380 °C). Zawiera on zwykle rdzenie z topnika halogenkowego na bazie kalafonii modyfikowanej aktywatorami organicznymi. Jest to podstawowy topnik niekorozyjny i jego pozostałości po lutowaniu nie wymagają usuwania.
Inne pierwiastki, które mogą być stosowane w niskotopliwych stopach lutowniczych, to selen i ind. Dopuszcza się śladową domieszkę (poniżej 0,1%) następujących pierwiastków: ołowiu, bizmutu i antymonu.

## Skład lutu a temperatura topnienia
Poniżej zestawiono stopy lutownicze do lutowania miękkiego w kolejności od najniższej do najwyższej temperatury topnienia:
| Temperatura topnienia | Skład lutu              |
| --------------------- | ----------------------- |
| 117 °C                | 50% In, reszta: Sn      |
| 138 °C                | 25% In, reszta: Pb i Sn |
| 156,7 °C              | 80% In, reszta: Ag i Pb |
| 156,7 °C              | 100% In                 |
| 230 °C                | 90% In, reszta: Ag      |
| 290 °C                | 5% In, reszta: Ag i Pb  |
| 315 °C                | 5% In, reszta: Pb       |